# Neuilly-le-Dien
Neuilly-le-Dien (picardisch: Noly-l’Dien) ist eine nordfranzösische Gemeinde mit 103 Einwohnern (Stand 1. Januar 2022) im Département Somme in der Region Hauts-de-France. Die Gemeinde liegt im Arrondissement Abbeville und ist Teil der Communauté de communes Ponthieu-Marquenterre und des Kantons Rue.

## Geographie
Die Gemeinde am Fossé des Eaux-Sauvages, der zum Authie entwässert, liegt rund zwölf Kilometer östlich von Crécy-en-Ponthieu und 6,5 Kilometer westlich von Auxi-le-Château. Zu ihr gehört der Ortsteil Acquet im Tal der Fossé des Eaux-Sauvages, der früher eine selbstständige Gemeinde bildete. Das Gemeindegebiet liegt im Regionalen Naturpark Baie de Somme Picardie Maritime.

## Toponymie und Geschichte
Die Gemeinde wurde 1635 von spanischen Truppen verwüstet. Im Zweiten Weltkrieg errichtete die deutsche Wehrmacht eine Raketenabschussbasis.

## Einwohner
| 1962 | 1968 | 1975 | 1982 | 1990 | 1999 | 2006 | 2011 |
| ---- | ---- | ---- | ---- | ---- | ---- | ---- | ---- |
| 168  | 154  | 114  | 97   | 103  | 110  | 106  | 97   |

## Sehenswürdigkeiten

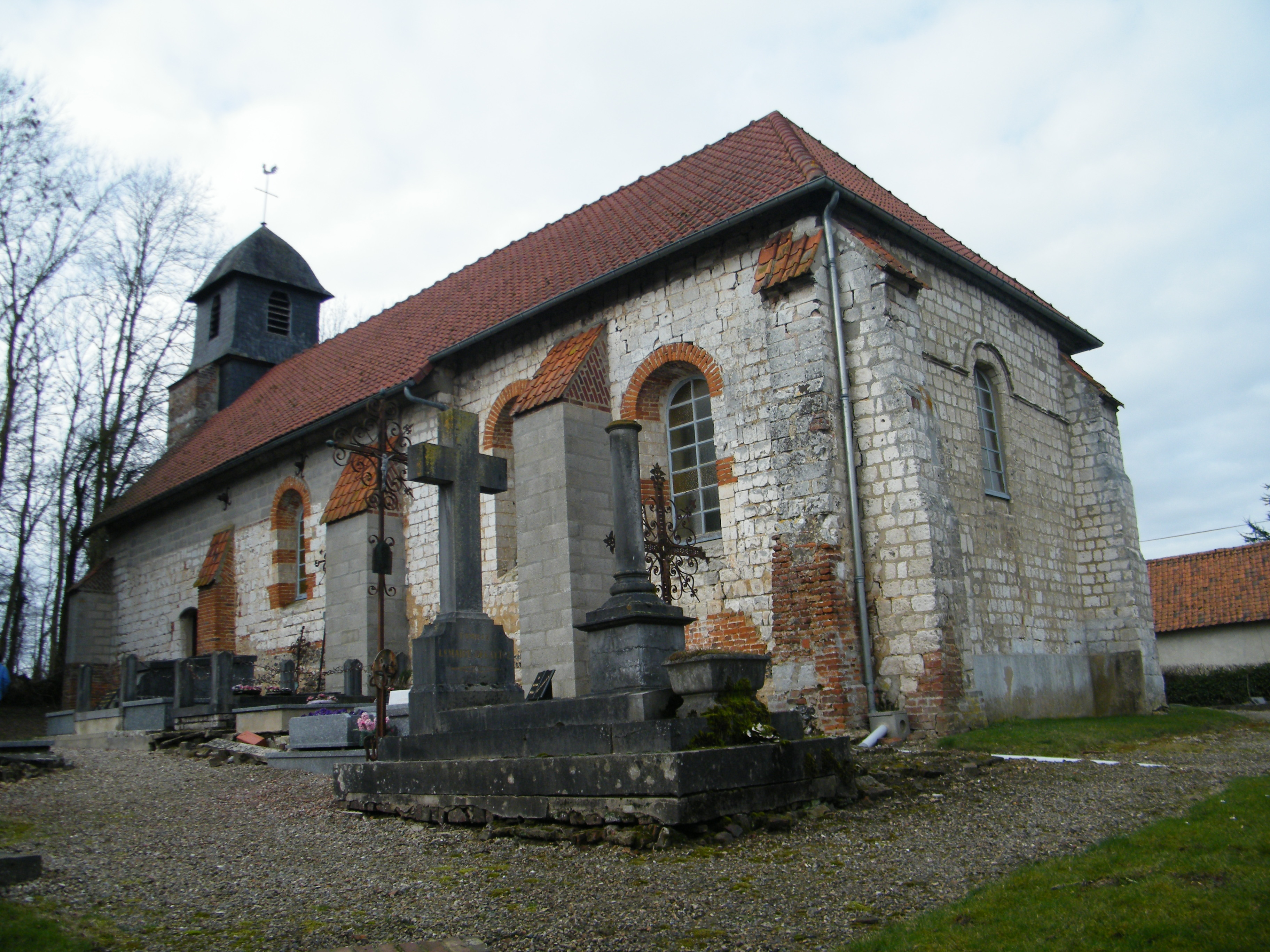
Kapelle in Acquet

- Mariä-Himmelfahrts-Kirche in Neuilly-le-Dien
- Kapelle Saint-Maclou in Acquet
- Kriegerdenkmal